# Bitwa o Kramatorsk
Bitwa o Kramatorsk – walki toczone w czasie wojny w Donbasie pomiędzy siłami separatystów z samozwańczej Donieckiej Republiki Ludowej (DRL) a ukraińskimi siłami zbrojnymi od 12 kwietnia do 5 lipca 2014 o kontrolę nad Kramatorskiem oraz okolicznymi terenami.

## Tło sytuacyjne

### Zdobycie miasta przez separatystów
12 kwietnia 2014 roku przed radą miejską Kramatorska zebrało się na wiecu około tysiąc prorosyjskich protestujących. Zażądali oni wówczas od burmistrza miasta Hennadija Kostiukowa uznania Donieckiej Republiki Ludowej. Jednocześnie protestujący wtargnęli do gmachu i zawiesili flagę samozwańczej republiki. Ukraińska milicja, która odpowiadała za ochronę porządku publicznego, nie zareagowała na działania separatystów. Następnie uzbrojeni bojówkarze, określający się jako „ludowi milicjanci”, zaplanowali szturm na miejski komisariat. Milicjanci zostali wcześniej poinformowani o możliwym ataku i zdołali się do niego przygotować. Gdy uzbrojeni separatyści zbliżali się do budynku miejscowy szef milicji Witalij Kolupaj planował zainicjowanie negocjacji. Jednakże „ludowa milicja” rozpoczęła ostrzał okien budynku co uniemożliwiło rozpoczęcie rozmów. Milicja odpowiadała okresowo strzelając. Część okolicznych mieszkańców podczas ataku dołączyła do separatystów i po kilkugodzinnym szturmie gmach został opanowany przez prorosyjskich aktywistów. Separatyści utworzyli w budynku własną kwaterę główną. Żadnego z milicjantów nie zatrzymali siłą, żądali jedynie oddania broni. Przed zdobytymi budynkami administracji zwolennicy DRL zaczęli wznosić barykady.
Na obrzeżach miasta w pobliżu lokalnego lotniska „ludowi milicjanci” ustanowili punkt kontrolny.
Następnego dnia do zwolenników DRL w Kramatorsku z sąsiedniego Słowiańska przybyło 28 uzbrojonych rebeliantów dowodzonych przez „ludowego powstańca” o pseudonimie „Terc”. Oddział ten został wysłany przez Igora Girkina, który dowodził oddziałami samoobrony Słowiańska.
W ciągu jednego dnia, przy wsparciu części ludności, w obecności 380 pracowników ukraińskiej milicji nie stawiających oporu, separatyści opanowali całe miasto. Po zajęciu miejskiego komisariatu rebelianci byli w posiadaniu 500 sztuk broni palnej.

## Przebieg bitwy

### Pierwsza operacja sił zbrojnych Ukrainy

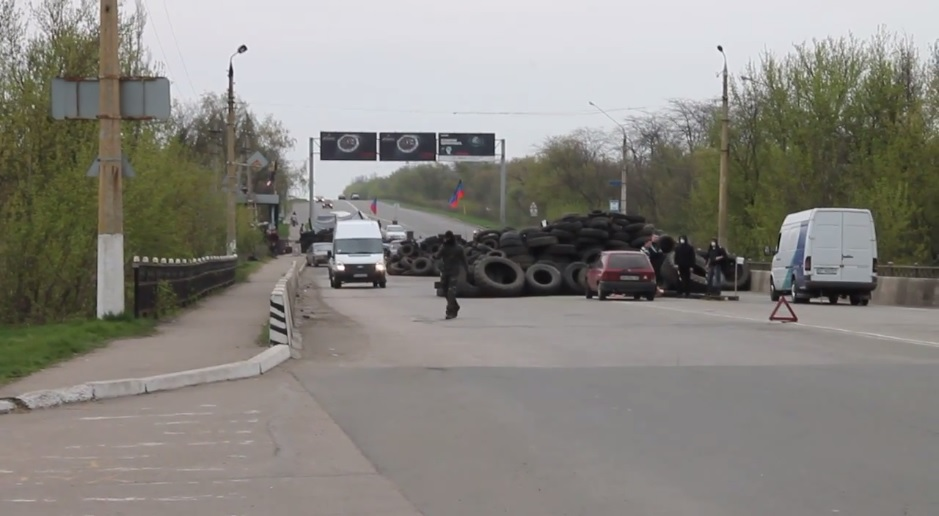
Punkt kontrolny separatystów na drodze do Kramatorska, kwiecień 2014

14 kwietnia p.o. prezydenta Ukrainy Ołeksandr Turczynow podpisał dekret o rozpoczęciu operacji antyterrorystycznej (ATO) na wschodzie Ukrainy. Ołeksandr Turczynow osobiście kierował kwaterą główną operacji specjalnej, stanowisko sekretarza Rady Bezpieczeństwa Narodowego i Obrony Ukrainy powierzono Andrijowi Parubijowi, a bezpośrednią realizację planów pierwszemu zastępcy szefa SBU Wasilijemu Krutowowi.
15 kwietnia w godzinach popołudniowych na terenie lotniska Kramatorsk doszło do pierwszej akcji zbrojnej „operacji antyterrorystycznej”. Ukraińskie siły specjalne (żołnierze sił specjalnych wojsk wewnętrznych Ministerstwa Spraw Wewnętrznych Ukrainy „Omega” i sił specjalnych SBU „Alfa”) przejęły kontrolę nad lotniskiem. Ukraińskie wojsko najpierw ostrzelało miejscowy oddział separatystów blokujący lotnisko przed śmigłowcami, a następnie po wylądowaniu rozpoczęło wymianę ognia na ziemi. Kilka osób zostało rannych podczas konfrontacji. Media donosiły o śmierci od czterech do kilkudziesięciu zwolenników DRL, co nie zostało potwierdzone przez żadną ze stron. Działaniami ukraińskich sił bezpieczeństwa dowodził pierwszy zastępca szefa SBU Wasilij Krutow. Według korespondenta RIA Nowosti, po starciu setki mieszkańców z Kramatorska i Słowiańska udało się na lotnisko twierdząc, że zamierzają zablokować okupujące je wojsko. Nieśli ze sobą flagi Rosji i Donieckiej Republiki Ludowej. Niektórzy protestujący byli uzbrojeni w broń strzelecką. Mieszkańcy próbowali rozpocząć negocjacje z ukraińskimi siłami bezpieczeństwa. Szef operacji antyterrorystycznej Wasilij Krutow wyszedł do protestujących mieszkańców twierdząc, że „wojsko przyleciało, by chronić ich przed terrorystami”. Zebrani odpowiedzieli okrzykami „Nie ma wśród nas terrorystów!”, po czym doszło do przepychanek. Ukraińscy wojskowi oddali strzał ostrzegawczy w powietrze, a snajperzy zajęli wszystkie kluczowe punkty wokół lotniska. Kilkuset aktywistów pozostało przy wejściu na lotnisko i rozpoczęło stawianie barykad.
16 kwietnia bojownicy ludowej milicji przeprowadzili nieudaną próbę przejęcia lotniska. Według przedstawicieli Sił Zbrojnych Ukrainy podczas obserwacji setek osób zgromadzonych wokół lotniska zauważono, że część z nich była uzbrojona w AKS-74U, karabiny snajperskie i granaty.
Tego samego dnia w Kramatorsku zwolennicy Donieckiej Republiki Ludowej zablokowali konwój pojazdów opancerzonych ukraińskiej armii, po negocjacjach sympatycy separatystów rozbroili ukraińskich wojskowych i wysłali pojazdy opancerzone do Słowiańska w celu wzmocnienia pozycji bojówkarzy DRL. Kolejne 16 pojazdów opancerzonych i ponad 50 żołnierzy z Samodzielnej Dniepropietrowskiej Brygady Powietrznodesantowej sił lądowych Ukrainy zostało zablokowanych przez separatystów pod Kramatorskiem. Trzy wozy opancerzone zdołały się wydostać. Milicja ludowa długo negocjowała z wojskiem i wymusiła na ukraińskich żołnierzach oddanie zamków od karabinów maszynowych.
18 kwietnia w Kramatorsku i innych miastach obwodu donieckiego wyłączono transmisję rosyjskich kanałów telewizyjnych. Tego samego dnia separatyści zaproponowali wymianę zakładników (w tym szefa miejscowej ukraińskiej milicji) na broń.

### Druga operacja wojskowa przy wsparciu Sił Zbrojnych Ukrainy

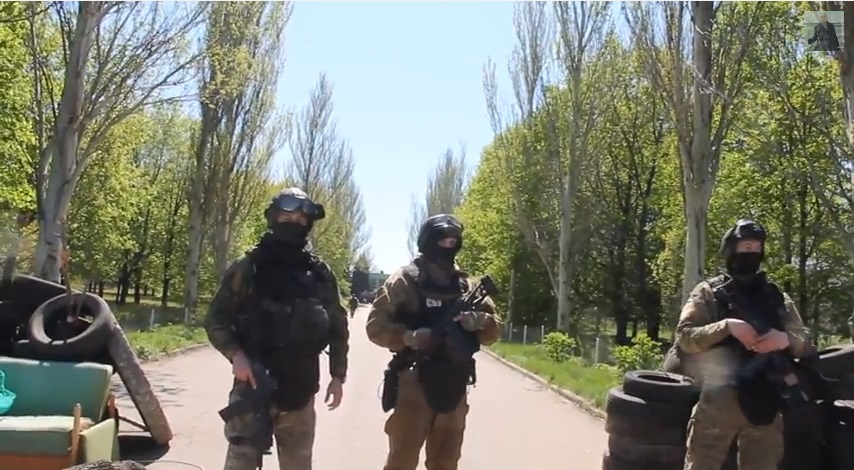
Wojskowi SBU w okolicach Kramatorska, kwiecień 2014

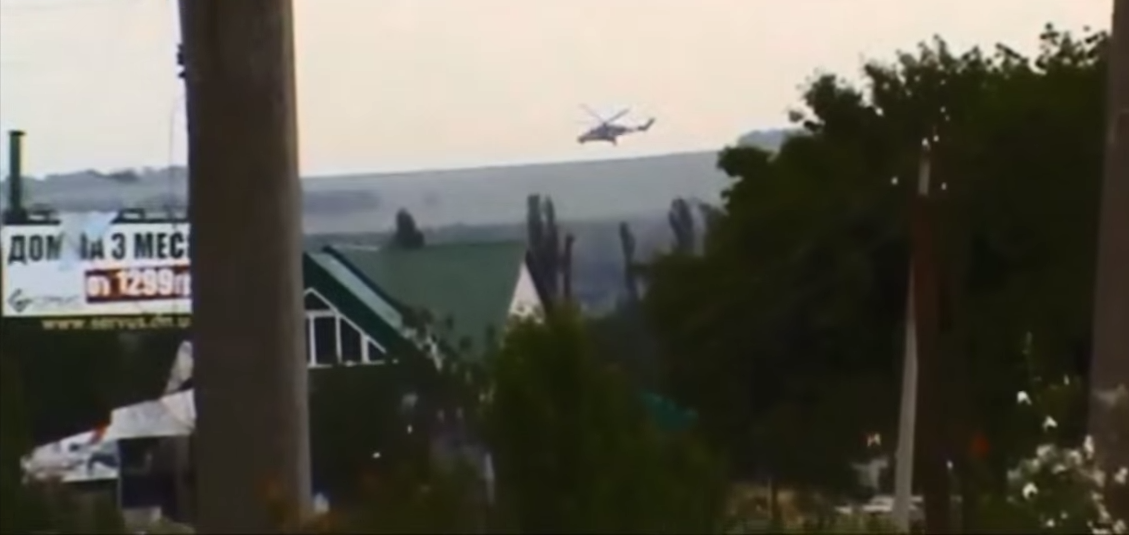
Śmigłowiec Mi-24 atakujący pozycje separatystów na przedmieściach Kramatorska, 3 czerwca 2014

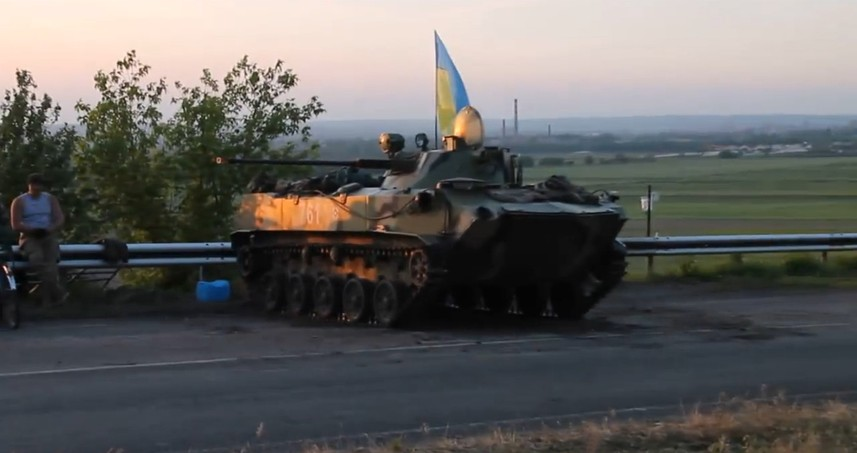
Ukraiński BMD-2 przy blokadzie znajdującej się na drodze między Kramatorskiem i Słowiańskiem

W ciągu następnych paru dni ukraiński rząd skoncentrował swoje wojska, głównie w okolicach Słowiańska. 25 kwietnia na lotnisku Kramatorsk eksplodował ukraiński śmigłowiec wojskowy Mi-8, który podczas wylotu został postrzelony w zbiornik paliwa. W wywiadzie dla rosyjskich mediów, separatyści przyznali się do odpowiedzialności za atak i poinformowali, że ostrzeliwali śmigłowiec za pomocą granatnika ręcznego. Dyrektor Centrum Badań Wojskowo-Politycznych w Kijowie Dmitrij Tymczuk poinformował dziennikarzy, że pilot śmigłowca zdołał przeżyć odnosząc jedynie drobne rany. Na lotnisku został zniszczony także samolot transportowy An-2.
Wznawiając operację antyterrorystyczną siły ukraińskie odzyskały kontrolę nad wieloma wcześniej zdobytymi przez separatystów budynkami w Słowiańsku. Następnie, 2 maja, siły zbrojne Ukrainy odbiły wieżę telewizyjną w Kramatorsku. W mieście prorosyjscy aktywiści zorganizowali żywy łańcuch w celu utrudnienia ruchu ukraińskiego konwoju co spowodowało, że transportery opancerzone musiały poruszać się w nocy. Według przywódcy prorosyjskich sił samoobrony w starciach pomiędzy siłami Ukrainy i DRL w nocy z 2 na 3 maja zginęło dziesięciu prorosyjskich działaczy, a trzydziestu zostało rannych. W czasie walk ukraińska armia zdołała wyprzeć separatystów z zajmowanego przez nich budynku Służby Bezpieczeństwa Ukrainy. Doszło do wznowienia walk ulicznych, według doniesień rosyjskich mediów Kramatorsk był wówczas w większości pod kontrolą ukraińskich wojsk, prorosyjscy aktywiści kontrolowali jedynie plac miejski. W trakcie walk zginęło do 6 osób. Jedną z ofiar była 21-letnia mieszkanka Kramatorska. Jej pogrzeb wzbudził w mieszkańcach miasta antyukraińskie nastroje.
4 maja budynek miejscowej administracji został opuszczony przez siły rządowe, flaga Donieckiej Republiki Ludowej dalej widniała nad gmachem. Ukraińska armia pośpiesznie wycofała się na swoje pozycje na lotnisku. Następnie separatyści zajęli budynki SBU i komisariaty milicji, które również zostały opuszczone. W trakcie dnia na drodze pod Kramatorskiem doszło do starcia między separatystami, a konwojem wojskowym, w wyniku którego zginął jeden cywil.
13 maja pod Kramatorskiem oddziały ukraińskie wpadły w zasadzkę urządzoną przez około trzydziestu uzbrojonych bojowników. Ludowa milicja ostrzelała z granatnika ukraiński transporter opancerzony, który przewoził spadochroniarzy. W wyniku ostrzału eksplodował jeden BTR. Zginęło wówczas siedmiu ukraińskich żołnierzy i jeden żołnierz DRL. Zniszczony został także pojazd transportujący moździerz. 15 maja w okolicach Kramatorska armia ukraińska zniszczyła pozycje separatystów znajdujące się w lasach pod miastem i schwytała trzech bojowników ludowej milicji. 25 maja ukraińskie lotnictwo przeprowadziło atak na pozycje separatystów.
2 czerwca na obrzeżach Kramatorska  kontynuowano walki, w wyniku których zginęły trzy osoby. Osiem dni później Ludowa Milicja Donbasu podjęła kolejną próbę szturmu na pozycje wojsk ukraińskich i lotnisko. Według dowództwa operacji antyterrorystycznej (ATO), podczas trzygodzinnej potyczki, ukraińskie wojsko zniszczyło punkt kontrolny, 2 moździerze, 1 IMR i zabito około 40 bojowników milicji. Z kolei separatyści poinformowali, że podczas szturmu zginął jeden milicjant, a dwóch zostało rannych. Ukraińska armia straciła 20 żołnierzy. 14 czerwca siły ukraińskie rozpoczęły naloty na pozycje separatystów znajdujące się w Kramatorsku. Według przedstawicieli armii ukraińskiej zginęło co najmniej 50 bojowników. Trzy dni później wzmogły się walki o Kramatorsk, a także o Słowiańsk, Amwrosijiwkę i Ługańsk. 27 czerwca pod Kramatorskiem kolumna pancerna separatystów złożona z ośmiu czołgów zaatakowała wojskowy punkt kontrolny. Siły rządowe po kontrofensywie zdołały odbić utracone wcześniej pozycje. Ukraińscy wojskowi zniszczyli jeden czołg, drugi został przejęty. W wyniku walk śmierć poniosło czterech ukraińskich żołnierzy, pięciu zostało rannych. 1 lipca autobus miejski został ostrzelany przez artylerię. Śmierć poniosło czterech cywilów, a pięciu zostało rannych.

### Wyzwolenie Kramatorska
5 lipca siły rządowe wyparły separatystów ze Słowiańska, zmuszając ich do odwrotu w kierunku Kramatorska. Separatyści opuścili punkty kontrolne w Kramatorsku, po czym miasto zostało zajęte przez wojska ukraińskie. Tego samego dnia premier DRL Aleksandr Borodaj potwierdził, że rebelianci opuścili Kramatorsk i wycofali się w kierunku Doniecka. Później ukraińskie wojsko odzyskało kontrolę nad całym miastem, a nad budynkiem administracji miejskiej wzniesiono ukraińską flagę.

## Upamiętnienie
5 lipca 2015 r. w Kramatorsku miała miejsce rocznica poświęcona wyzwoleniu miasta przez ukraińskie siły zbrojne. W przygotowaniu wydarzenia w ramach ogólnoukraińskiej akcji „Malownicza Ukraina” brała udział fundacja charytatywna „Z wiarą w siebie” i centralny organ Ministerstwa Obrony Ukrainy wraz z czasopismem „Wojsko Ukrainy”. Prezydent Ukrainy Petro Poroszenko wręczył żołnierzom odznaczenia państwowe za odwagę i bohaterstwo podczas wyzwalania Słowiańska i Kramatorska przez Ukraińskie Siły Zbrojne. Według Poroszenki „te zwycięstwa przywróciły Ukraińcom wiarę w ich obrońców, w siłę i potęgę armii ukraińskiej,  jednocześnie pozbawiły rosyjskiego agresora złudzeń co do paradnego pochodu na ukraińską ziemię”.